# Джефферсон Ногейра Жуниор
Джефферсон Ногейра Жуниор (порт. Jefferson Nogueira Júnior; род. 22 января 1994, Кампинас, Сан-Паулу) — бразильский футболист, полузащитник румынского клуба «Петролул».

## Клубная карьера
Родившийся в Кампинасе (штат Сан-Паулу) Джефферсон присоединился к молодёжной команде «Фигейренсе» в 2012 году, до этого занимавшись футболом в клубах «Паулиния» и «Гремио». 2 декабря 2012 года он дебютировал в бразильской Серии А за «Фигейренсе», выйдя на замену во втором тайме гостевого поединка (0:3) против «Коритибы».
Отыграв некоторое время на правах аренды за «Паулинию», Джефферсон стал игроком основного состава «Фигейренсе» в 2014 году. 16 ноября 2014 года он забил свой первый гол на профессиональном уровне, принесший ничью (1:1) в матче с «Атлетико Минейро».

## Достижения
«Фигейренсе»
- Чемпион штата Санта-Катарина (1): 2014, 2015